# Isopeda canberrana
Isopeda canberrana är en spindelart som beskrevs av Hirst 1992. Isopeda canberrana ingår i släktet Isopeda och familjen jättekrabbspindlar. Inga underarter finns listade i Catalogue of Life.